# مكتبة الرياض السعودية
مكتبة الرياض السعودية مكتبة عامة أُنشئت في عهد الملك عبدالعزيز آل سعود بجوار المسجد المعروف بمسجد الشيخ في دخنة وسط مدينة الرياض، وعلى بعد 400 م جنوب ميدان الصفاة.

## أسباب اختيار موقع المكتبة
- يعتبر مسجد الشيخ مركزاً علمياً تُقام فيه الحلقات الدينية والتعليمية، ويرتادهُ الكثير من طلبة العلم، ويقوم بالتدريس فيه علماء معروفين من أسرة آل الشيخ وغيرهم
- قرب موقع المكتبة من الأربطة المعروفة باسم بيوت الأخوان والتي تتركز في حي دخنة وما جاوره من الأحياء حيث تعتبر هذه البيوت مجموعة من الحجرات، أو البيوت المتفرقة المخصصة لسكنى الطلبة المغتربين الذين يفدون من خارج مدينة الرياض لتلقي العلم على أيدي العلماء في مسجد الشيخ
- قرب موقع المكتبة من معهد الرياض العلمي الذ أُفتتح في عام 1370هـ/1950م، وكلية الشريعة التي أُفتتحت عام 1373هـ/1953م.[2]

## بناء المكتبة
تتألف المكتبة من طابقين من البناء المسلح والذي قام ببنائه المقاول بن لادن، ويتكون الدور الأرضي من قاعة المطالعة، ومستودع وغرفة للانتظار، وغرفة للقهوة، بينما يتكون الطابق العلوي من غرفة مخصصة لمدير المكتبة، ومستودع للكتب، وغيرها من المكاتب، وحين انتقلت المكتبة لمبناها الجديد أصبح المقر القديم توسعة لمسجد الشيخ في حي دخنة.

## إدارة المكتبة
ارتبطت بعد تأسيسها بالشيخ محمد بن إبراهيم الذي عين ابنه عبد العزيز أول مدير لها 
بعد أن تأسست دار الإفتاء ارتبطت المكتبة بها، ومن المسؤولين الذين تولوا إدارة المكتبة أو الإشراف عليها ما يلي: 
- عبد العزيز بن محمد بن إبراهيم آل الشيخ، وهو أول من تولى إدارة المكتبة، ولم يستمر في هذا المنصب مدة طويلة
- عبد الرحمن بن محمد بن قاسم الذي تولى إدارة المكتبة قرابة عشر سنوات
- عبد الرحمن بن عبد الله بن خميس
- محمد بن عبدالعيز بن محارب
- محمد بن إسماعيل
- إبراهيم بن عبد الله الدباسي
- عبد العزيز بن محمد الثميري
- عبد الله بن إبراهيم الهويش
- ومن عمال المكتبة السعوديين محمد بن عبد العزيز الدريبي، وعبد الله عبد الرحمن الحركان، وعبد المجيد الحريري إضافةً إلى عدد من عمال الجنسيات المصرية والسورية والسودانية.[4]

## ميزانية المكتبة
كان يُصرف عليها ميزانية تُقدر بعشرين ألف ريال فضة يقوم بصرفها مندوب المالية بالرياض لمندوب المكتبة، وتتراوح رواتب العاملين مابين 600-150 يال حيث يُصرف للمدير 600 ريال، و400 إلى 500 ريال للموظفين، و150 ريال للمستخدم، إضافةً إلى ما يُخصص للمكتبة من مصروفات عينية تُسلم لها شهرياً مثل لوازم الشاي والقهوة والماء والإنارة، وتوقفت فيما بعد وأُستعيض عنها بمبلغ مالي مقطوع يُقدر بـ 500 ريال يُصرف منه على مستلزمات المكتبة، وكانت تفتح أبوابها للزوار ماعدأ الفترة المسائية من يوم الإثنين لترتيب محتوياتها وإعادتها إلى أماكنها الصحيحة على الرفوف، إضافةً إلى أنها تغلق في يوم الجمعة لأنه يعتبر عطلة رسمية.

## مقتنيات المكتبة
كان الأثاث في بدايات إنشاء المكتبة مؤثث تأثيثاً بمعايير بسيطة حيث الحجرات المفروشة بالبسط، والمفروشة بالسجاد الرومي، ودواليب الكتب خزائن حديدية محكمة الأغلاق، وفي حيطان المكتبة رفوف أو فراغات لوضع الكتب داخلها ومن ثم استبدلت الخزائن بدواليب خشبية مفتوحة، كما وفرت المكتبة مناضد وكراسي حديدية لاستخدام القراء، وبعض المقاعد المخصصة لصالة الانتظار وبعض المكاتب، وقد كانت أوعية المكتبة مقتصرة على الكتب والمجلات مثل جريدة أم القرى والرياض والبلاد ومجلة اليمامة والمنهل، وقد حاولت المكتبة سد النقص عن طريق الشراء من الخارج، فانتدب أول قيم عليها إلى مصر لجلب بعض الكتب منها، كما انتهز أحد مديري المكتبة فرصة سفره إلى لبنان لجلب بعض الكتب، وتطورت المكتبة فأصبحت تشتري من المتاجر وتستقبل الأهداءات مثل مجموعة كتب أُهديت إليها من الشيخ محمد بن إبراهيم، أما نظام الفهرسة المتبع فكان القراء يجلسون في قاعة للقراءة يتصدرها مكتب موظف الإعارة الداخلية، وفيها عدد من المناضد والمقاعد، أما فهارس المكتبة فهي عبارة عن سجلات توضع على منضدة في قاعة القراءة، وتشتمل كل صفحة من الدفتر على بيانات تتعلق برق التسلسل واسم الكتاب واجزائه واسم المؤلف والرقم الخاص ثم الملاحظات.

## مؤلفات المكتبة
- تزخر المكتبة بنوادر المخطوطات مثل نسخة من كتاب «الأسماء والصفات» للبيهقي، وقد كُتبت سنة 585هـ/1189م ودخلت خزانة أحد الأمراء بعد أن سمع الكتاب كله عن أحد العلماء.
- يتوفر بالمكتبة كتاب «التحقيق في أحاديث التعليق» لابن الجوزي، وهي نسخة قديمة ومصححة تعود للقرن السابع.
- كتاب «الأحكام السلطانية» للماوردي كُتبت سنة 682هـ/1283م على يد أحمد بن أبي بكر بن أبي الفوارس بن منقذ.
- نسخة من كتاب «الموطأ» لمحمد بن عبد القادر محمد القرشي.
- كتاب «الإنصاف» بخط المنصف المرداوي، وأيضاً كتاب «الكوكب الساري مقدمة فتح الباري» لابن حجر.
- نُقلت مخطوطات المكتبة إلى مكتبة الملك فهد الوطنية، وكان مجموعها 882 مخطوطة معظمها مخطوطات أصلية قد وصلت المكتبة من السوق المحلية في شكل إهداءات من المشائخ وطلبة العلم.[7]

## وصلات خارجية
- أول مكتبة عامة بالرياض.
- تاريخ «المكتبات» من ذاكرة الرياض الثقافية.